# Robbie McGrath
Pour les articles homonymes, voir McGrath.
 Robert (Robbie) McGrath, est né le 18 juillet 1951 à Dublin. C’est un ancien joueur de rugby à XV qui a évolué avec l'équipe d'Irlande au poste de demi de mêlée.

## Carrière
Il a disputé son premier test match, le 15 janvier 1977 contre l'équipe du Pays de Galles. Son dernier test match fut contre cette même équipe, le 4 février 1984.
McGrath a remporté le Tournoi des cinq nations de 1983 et celui de 1982.

## Palmarès
- 16 sélections en équipe nationale (+1 non officielle)
- Sélections par années : 3 en 1977, 3 en 1981, 4 en 1982, 4 en 1983, 2 en 1984
- Tournois des Cinq Nations disputés: 1977, 1981, 1982, 1983, 1984
- Vainqueur du tournoi des cinq nations en 1982 et 1983